# Rivero Tino
Rivero Tino, född 1942 i Gullspång, är en svensk målare. Han har ett förflutet som luftakrobat hos amerikanska Ringlings.
Han debuterade som konstnär i en utställning 1968 och har sedan dess medverkat i utställningar i bland annat Greenwich Village Art show i New York, Seattle, Washington, Long Beach, Orlando, Portland Oregon, Sydney, Marbella, Stockholm och Nora. Han vann första pris vid Concurso Provincial de Pintura i Alicante och han har tilldelades Konstnärsnämndens stipendium.
Vid sidan av sitt konstnärskap har han medverkat i design och scenografi  för Cabaret After Dark.